# Брајтвуд (Вирџинија)
Брајтвуд (енгл. Brightwood) насељено је место без административног статуса у америчкој савезној држави Вирџинија.

## Демографија
По попису из 2010. године број становника је 1.001.
| Група             | 2000.    | 2010.       |
| Белци             | 0 (0,0%) | 903 (90,2%) |
| Афроамериканци    | 0 (0,0%) | 49 (4,9%)   |
| Азијати           | 0 (0,0%) | 2 (0,2%)    |
| Хиспаноамериканци | 0 (0,0%) | 16 (1,6%)   |
| Укупно            | 0        | 1.001       |